# Гамма, Эрих
Эрих Гамма (1961 год, Цюрих) — программист из Швейцарии, один из четырёх авторов классической книги Design Patterns о шаблонах проектирования. Команда авторов книги также известна под названием «банда четырёх» (англ. Gang of Four, GoF). Является ведущим разработчиком JUnit (фреймворка для выполнения юнит-тестов на Java) и Eclipse (кросс-платформенной интегрированной среды разработки программного обеспечения). Работал в IBM над проектом Jazz.
С 2011 года руководит командой разработки Microsoft Visual Studio в Цюрихе, Швейцария.

### Интервью Эриха Гаммы
- How to Use Design Patterns
- Erich Gamma on Flexibility and Reuse
- Design Principles from Design Patterns
- Patterns and Practice
- Eclipse’s Culture of Shipping